# Mare de Déu dels Arcs de Claravalls
Mare de Déu dels Arcs de Claravalls és una ermita de Claravalls, al municipi de Tàrrega (Urgell), protegida com a bé cultural d'interès local.

## Descripció
Ermita d'una sola nau amb tres trams amb una estructura de coberta de dos vessants i uns murs disposats en fileres regulars. Al centre de la façana s'hi aixeca un campanar d'espadanya d'un forat amb una campana al centre. Just a sota s'obre un petit rosetó molt simple i en un nivell inferior s'obre la porta d'accés de mig punt rebaixat fet amb dovelles.
Interiorment l'ermita és coberta amb volta de canó i en el presbiteri hi ha un contracor elevat on es venera la Verge dels Arcs, una talla de pedra del segle xiv, restaurada en diverses ocasions. És una estança coberta amb volta de creueria.